# Małyszki
Małyszki – dawna wieś. Tereny na których leżała znajdują się obecnie na Białorusi, w obwodzie mińskim, w rejonie miadzielskim, w sielsowiecie Słoboda.

## Historia
W czasach zaborów w gminie Żośna, w powiecie wilejskim, w guberni wileńskiej Imperium Rosyjskiego.
W latach 1921–1945 wieś leżała w Polsce, w województwie wileńskim, w powiecie duniłowickim, od 1926 w powiecie postawskim, w gminie Żośno.
Według Powszechnego Spisu Ludności z 1921 roku zamieszkiwały tu 72 osoby, 51 było wyznania rzymskokatolickiego a 21 prawosławnego. Jednocześnie 61 mieszkańców zadeklarowało polską przynależność narodową a 11 białoruską. Było tu 11 budynków mieszkalnych. W 1931 w 13 domach zamieszkiwały 64 osoby.
Wierni należeli do parafii rzymskokatolickiej w Wesołusze i prawosławnej w Żośnie. Miejscowość podlegała pod Sąd Grodzki w Miadziole i Okręgowy w Wilnie; właściwy urząd pocztowy mieścił się w Słobodzie Żośniańskiej.